# 中山信順
中山 信順（なかやま のぶより、元禄9年（1696年）- 正徳2年1月21日（1712年2月27日））は、常陸国太田藩の第2代当主。水戸藩附家老・中山家7代。第5代当主・中山信成の長男。母は側室岩根氏。官位は従五位下、市正。
元禄16年（1703年）、父・信成が死去した。信順が幼少だったため、家督は叔父の信敏が継いだものの、正徳元年（1711年）3月にはその信敏が33歳で死去する。同年4月に信順が家督を継ぎ、同年6月27日、従五位下・市正に叙任した。しかし、翌正徳2年（1712年）1月21日に16歳で死没して子がなかったため、旗本・堀田家から信昌を信順の妹婿かつ養子に迎えて跡を継がせた。墓所は埼玉県飯能市の智観寺。

## 系譜
父母
- 中山信成（実父）
- 岩根氏 - 側室（実母）
- 中山信敏（養父）

養子、養女
- 中山信昌 - 堀田一幸の四男
- 中山信昌正室 - 妹